# 운동 단위
생물학에서 운동 단위(motor unit)는 운동 뉴런과, 뉴런과 섬유 사이의 신경근 접합부를 포함하여, 뉴런의 축색 말단에 의해 자극을 받는 모든 골격근 섬유로 구성된다. 운동 단위 그룹은 단일 근육의 수축을 조정하기 위해 운동 풀(motor pool)로 함께 작동하는 경우가 많다. 이 개념은 찰스 스콧 셰링턴이 제안했다.

## 같이 보기
- 알파 운동 신경세포
- 베타 운동 신경세포
- 감마 운동 신경세포
- 근방추 (근육방추)
- 방추속근육세포 (방추내근섬유)
- 방추밖근육세포 (방추외근섬유)
- Ia형 감각 신경섬유
- II형 감각 신경섬유